# Integral de Henstock-Kurzwe
En matemàtiques, la integral de Henstock-Kurzweil, coneguda també com la integral de Denjoy i la integral de Perron, és una possible definició de la integral d'una funció. És una generalització de la integral de Riemann que en algunes situacions és més útil que la integral de Lebesgue.
Aquesta integral va ser definida per primer cop per en Arnaud Denjoy (1912). Denjoy estava interessat en una definició que permetés integrar funcions com ara 
{\displaystyle f(x)={\frac {1}{x}}\sin \left({\frac {1}{x^{3}}}\right).}
Aquesta funció té una singularitat al punt 0, i no és integrable en el sentit de Lebesgue. En canvi, sembla natural calcular la seva integral excepte sobre [−ε, δ] i llavors fer ε, δ → 0. De fet les definicions de Denjoy i de Lebesgue estan en total acord pel cas de funcions positives.
Al provar de trobar una teoria general, en Denjoy va fer servir la inducció transfinita sobre els tipus possibles de singularitats, això va fer que la definició resultés força complicada. Més tard es varen obtenir altres definicions per exemple la de Nikolai Luzin (utilitzant variacions de les nocions de continuïtat absoluta), i la de Oskar Perron, que estava interessat en funcions majors i menors contínues. Va costar una mica entendre que les integrals de Perron i de Denjoy són idèntiques. Més tard, el 1957, el matemàtic xec Jaroslav Kurzweil va descobrir una nova definició d'aquesta integral d'una elegància semblant a la definició original de Riemann de la qual va dir integral de calibre; la teoria va ser desenvolupada per en Ralph Henstock. La simplicitat de la definició de Kurzweil va fer que alguns educadors advoquessin perquè aquesta integral substituís la integral de Riemann en els cursos d'introducció al càlcul, però aquesta idea no ha guanyat suport.

## Definició
La definició de Henstock és com segueix:
Donada una partició P de [a, b] i un punt de cada subinterval: 
{\displaystyle a=u_{0}<u_{1}<\cdots <u_{n}=b,\ \ t_{i}\in [u_{i-1},u_{i}]}
I una funció positiva 
{\displaystyle \delta \colon [a,b]\to (0,\infty ),\,}
De la qual se’n diu un calibre, es diu que P és {\displaystyle \delta }-fina si 
{\displaystyle \forall i\ \ u_{i}-u_{i-1}<\delta (t_{i}).}
Per una partició P i una funció 
{\displaystyle f\colon [a,b]\to \mathbb {R} }
Es defineix el sumatori de Riemann 
{\displaystyle \sum _{P}f=\sum _{i=1}^{n}(u_{i}-u_{i-1})f(t_{i}).}
Donada una funció 
{\displaystyle f\colon [a,b]\to \mathbb {R} ,}
Ara es defineix que un nombre I és la integral de calibre de f si per cada ε > 0 existeix un calibre {\displaystyle \delta } tal que sempre que P és {\displaystyle \delta }-fina, es té 
{\displaystyle {\Big \vert }\sum _{P}f-I{\Big \vert }<\varepsilon .}
La integral de Riemann es pot considerar com el cas especial on només es permeten calibres constants. Fixeu-vos que a causa del lema de Cousin, que diu que per cada calibre {\displaystyle \delta } hi ha una partició {\displaystyle \delta }-fina, aquesta condició no es pot satisfer vàcuament.

## Propietats
Sia {\displaystyle f\colon [a,b]\to \mathbb {R} } una funció.
Si f és impròpiament Riemann integrable (vegeu integral impròpia), llavors f és calibre integrable. És més, si f és impròpiament calibre integrable, llavors f és pròpiament calibre integrable (teorema de Hake). Això mostra que no té sentit estudiar les "integrals de calibre impròpies".
Si f és afitada, llavors les següents afirmacions són equivalents: (i) f és Lebesgue integrable, (ii) 
f és calibre integrable, (iii) f és mesurable.
En general, f és Lebesgue integrable si i només si tant f com |f| són calibre integrables.
Si f és derivable a tot arreu, la seva derivada f' és calibre integrable. (Fixeu-vos que no cal que f' sigui Lebesgue integrable.) Això porta a una versió més simple i satisfactòria del segon teorema fonamental del càlcul: cada funció derivable és, tret d'una constant, la integral de la seva derivada:
{\displaystyle f(x)-f(a)=\int _{a}^{x}f'(t)dt}.
Si {\displaystyle a<c<b}, llavors f és calibre integrable sobre {\displaystyle [a,b]} si i només si és calibre integrable tant a {\displaystyle [a,c]} com a {\displaystyle [c,b]}.